# 복작

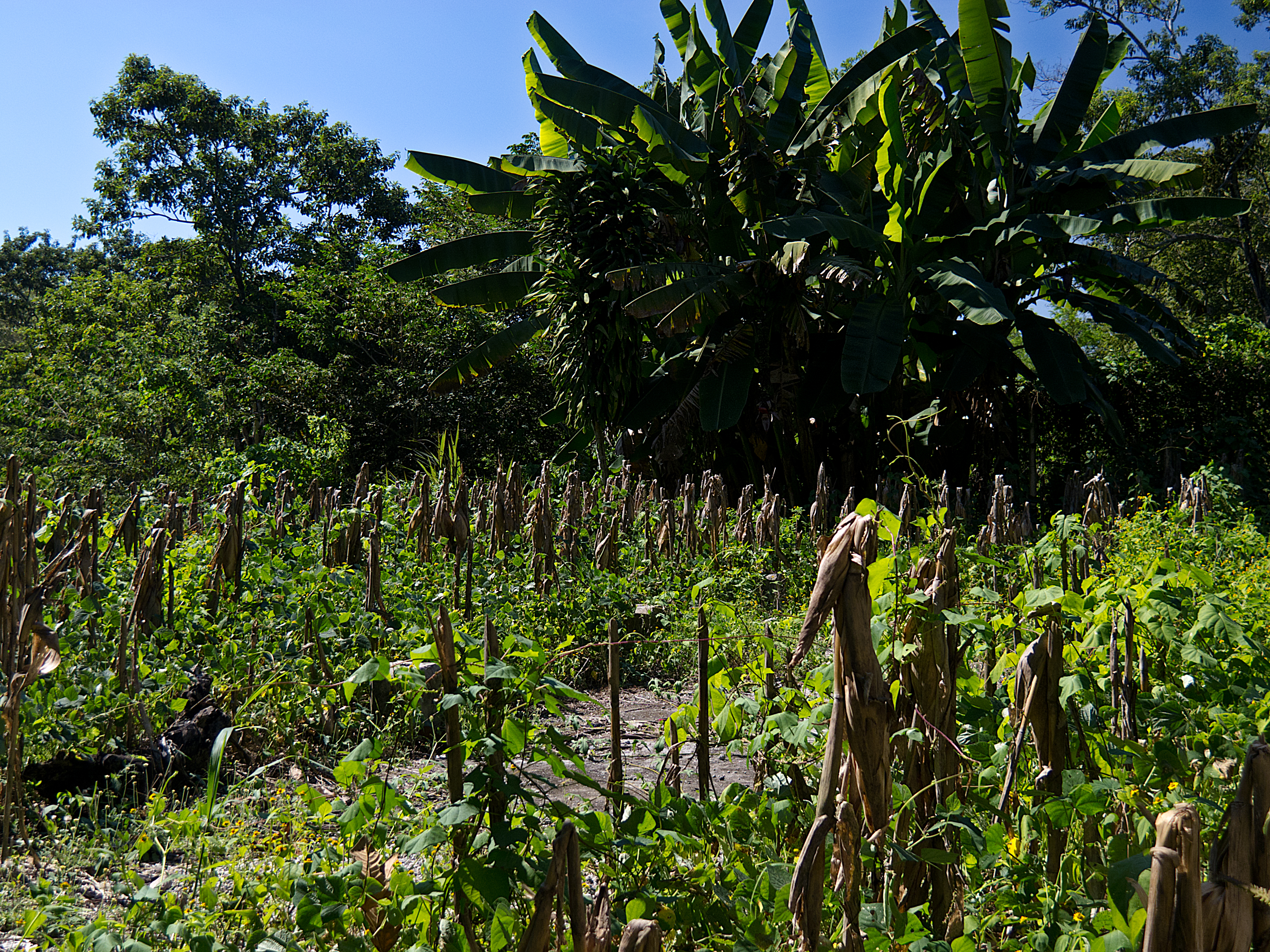
중미 원주민의 농지. 바나나, 옥수수, 콩을 동시에 기르고 있다.

복작(複作, polyculture)은 농사를 지을 때 동시에 한 농지에서 여러 종류의 작물을 재배하는 것이다. 반대 개념은 단작이다.
1950년대 이후 선진국 기업농의 대세가 된 단작과 달리 복작은 전통 농업에서 주로 이루어져 왔으며, 현대에도 개발도상국의 영세농, 소농은 복작을 한다.
복작은 흉년의 리스크를 헷징할 수 있고, 작물에 따라서는 함께 재배되는 작물들 사이에 서로 도움이 될 수 있기에(예: 세자매 농법) 전통적으로 선호되어 왔다. 반면 기계화가 힘들고 작물을 따로 관리해 줘야 하기에 인력이 많이 소모되는 것이 단점이다.